# Desná (přítok Kamenice)
Desná je levostranný přítok řeky Kamenice v okrese Jablonec nad Nisou v Libereckém kraji. Délka toku činí 2,3 km. Plocha povodí měří 50,75 km².

## Název
Řeka má staré slovanské jméno uváděné již roku 1577. Slovo „desný“ mělo ve staročeštině význam pravý, v tomto případě pravostranný přítok jiné řeky – tehdejší obyvatelé postupovali zpravidla proti proudu řek z nížiny do hor a tak všechny toky, považované dnes za levostranné, byly z jejich hlediska pravostranné a naopak.

## Průběh toku
Tato horská říčka protékající Jizerskými horami vzniká soutokem zdrojnic Černé a Bílé Desné v Desné v nadmořské výšce 484 m. Po dvou kilometrech toku se v Tanvaldě vlévá zleva do řeky Kamenice v nadmořské výšce 390 m. Obecné označení Desná pro společný tok Černé i Bílé Desné souvisí i s názvem obce, kde se obě říčky slévají. Nicméně v mapách společný tok Černé a Bílé Desné je označován jako Černá Desná až po ústí do Kamenice v Tanvaldě.

## Vodní režim
Průměrný průtok u ústí činí 1,41 m³/s.